# 北关岛
北关岛是中华人民共和国浙江省苍南县马站镇管辖的一个岛屿。

## 历史沿革
明嘉靖二年（1523年），为防御倭寇进犯，在霞关一带设立三个关卡，派兵镇守，本岛居三关之北，故名北关。清乾隆五十九年,福建同安人蔡牵率渔民以闽浙沿海为基地成为民间海上力量，自称“镇海威武王”。清嘉庆五年蔡牵几度留守北关岛，在北关岛王沙宫旁的海岸崖壁上，有蔡牵题刻“海天保障”四个大字，楷体阴刻，每字一尺见方。清同治年间，内地居民迁移北关岛定居，以开垦荒地、捕鱼为业。在北关岛北端布袋澳和南端龟山形成顶海、下海两个村落。清光绪《浙江沿海图说·海岛表》载：“北关山，居民二三十户，船只数号，土产山芋。”《浙江省海域地名录》（1988）称为北关岛，别名罗英山。1962年，南京军区守备27团进驻苍南马站地区，部分官兵驻防北关岛。2008年，温州新能源控股有限公司投资开发北关岛风电场，这是浙江省最南端的海岛风电场，共有23台风力发电机组，年发电量383万千瓦时，并入温州电网。2011年6月岛上户籍人口500人，常住人口26人。

## 地理
北关岛是苍南县面积最大的岛屿，东濒东海，南邻南关岛，西邻长沙岙，北与顶草屿隔海相望。位于霞关镇东侧4.84千米，岛西海域为北关港锚地，距大陆最近点1.26千米，与南关岛相距2.84公里。岸线长度19.16千米，陆域面积3.5996平方千米，最高点北关山高程168.1米。地形呈南北走向，长3.8公里，东西宽2公里。北部狭长而南部略方。出露岩石为燕山晚期花岗闪长岩和花岗斑岩。地貌以低丘陵为主，坡脚多为海蚀崖，高10-30米，南部运济堂沟谷内发育有洪积扇。土壤有棕红泥土、棕黄泥土和棕石砂土以及砂土、黏土、黄泥田、黄泥砂土等土种。渔民主捕红虾、毛虾，兼事耕作，种植水稻和番薯。岛上有妈祖庙、简易码头1座、灯塔1座。